# Фэй Лянь
Фэй Лянь (кит. трад. 飛廉, упр. 飞廉, пиньинь Fēi lián) — в китайской мифологии божество ветра.

## Предание
В изображении некоторых мифов Фэй Лянь являлся драконом с телом птицы, головой оленя, хвостом змеи и пятнами барса. В его имени иероглиф 飛 (Фэй) означает «летать», а иероглиф 廉 (Лянь) — «бескорыстный». Магические силы связывают Фэй Ляня как с морем, так и с небом. Дракон находится под покровительством звезды Чи в созвездии Стрельца, особенно сильны ветры, когда Луна находится в созвездии («доме») Стрельца.
Ветры находятся в большом мешке, из отверстия которого они устремляются в направлении, указанном им богом ветра. С властью Фэй Ляня связывают также действие как засухи, так и его способность управлять дождевыми тучами. Во время великой войны за власть над миром между Небесным императором Хуанди и великаном Чи Ю бог ветра помогал последнему. За это преступление против Небесной власти Фэй Лянь был превращён в чудовище, однако он сумел отомстить тем что, бежав на юг Поднебесной, выпустил на волю ужасающие ураганы и бури. Наследник Хуанди, божественный император Яо был вынужден отправить на юг для борьбы с Фэй Лянем Небесного стрелка И, который после нескольких схваток одолел бога ветра и заставил его управлять ветрами согласно установленному Небом порядку.
Антропоморфной ипостасью бога ветра был Фэн Бо («дядюшка-ветер»), изображавшийся в виде старика с длинной белой бородой, в жёлтой (божественного цвета) мантии и красно-синей шапочке. В своей земной жизни, прежде чем стать божеством, он был министром у тиранического последнего императора династии Шан, Ди Синя. Тогда он прославился своей быстротой при ходьбе.